# 渡辺綱
渡辺 綱（わたなべ の つな）は、平安時代中期の武将。日本の第52代嵯峨天皇を祖に持つ嵯峨源氏の源融の子孫で、正式な名のりは源綱（みなもと の つな）。通称は渡辺源次。頼光四天王の筆頭として知られる。渡辺氏の祖。また、「三田綱町（港区三田2丁目にあった町名）」の由来としても知られる。

## 略歴
武蔵国の住人で武蔵権介だった嵯峨源氏の源宛（箕田充）の遺腹の子として武蔵国足立郡箕田村に生まれる。彼が生まれたときに、すでに父が他界したために清和源氏の源満仲の娘婿である仁明源氏の源敦の養子となり、母方の里である摂津国西成郡渡辺に移住し、渡辺綱（わたなべ の つな）、あるいは渡辺源次綱（わたなべ の げんじ つな）、源次綱（げんじ つな）と称し、渡辺氏の祖となる。
1020年、主君である頼光が正四位下・摂津守に叙されると、綱も正五位下・丹後守に叙された。

## 子孫
綱の次男の筒井久の直系の子孫は、内裏警護に従事する滝口武者として、要職に就いた。また、摂津源氏と主従関係を結んで、源平の争乱にかけて、平家と対峙して活躍した。鎌倉時代に越後国に定住した綱・筒井久父子の直系の赤田氏と瓜生氏は、南北朝時代に後醍醐天皇方として活躍した。
その一方、渡辺党と呼ばれた綱の子孫とされる一派は、摂津国の武士団として住吉（住之江）の海（大阪湾）を本拠地として瀬戸内海の水軍を統轄した。安土桃山時代に大坂城を築いた豊臣秀吉はこの「渡辺党」の存在を疎ましく思い、圧迫したために渡辺党の一族の多くは大和国などの近隣に四散したという。
島根県大田市大屋町鬼村の渡辺氏も子孫にあたり、10戸余りで集落を作り、たたら製鉄で栄えたという。同地内には、渡辺綱ほか先祖代々を供養する「宝篋印塔」という慰霊塔がある。
九州の水軍松浦党の祖の松浦久もまた綱の曾孫とされる。
また、大阪市北区の梅田界隈には源融ゆかりの太融寺があり、その近くにある露天神社（『曽根崎心中』で有名な「お初天神」）の宮司家や、渡辺姓発祥の神社とされる坐摩神社の宮司家も綱の子孫という。

## 墓所
関係が深い清和源氏の本拠地であった兵庫県川西市の小童寺に霊廟がある。
島根県大田市大屋町鬼村には、渡辺綱の墓とされる墓碑「宝篋印塔」がある。当初は渡辺家の敷地内にあったが、鬼村鉱山の採掘により地盤沈下したため、現在の地に移転した。

## 伝承

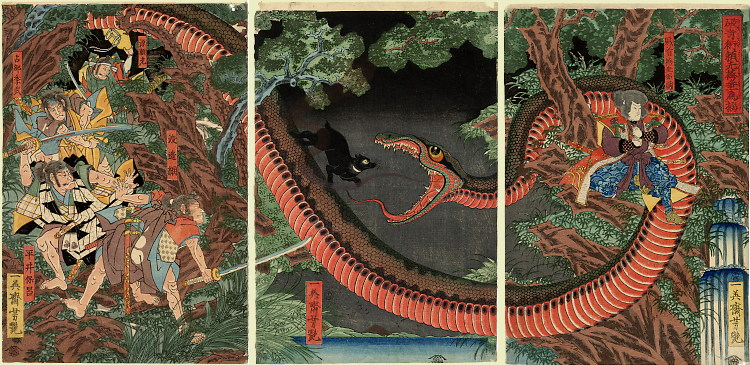
「四天王剿盗異録」、1806年の曲亭馬琴作と歌川豊国画の読本の中の渡辺綱、源頼光、卜部季武、藤原保昌によるうわばみ退治の様子

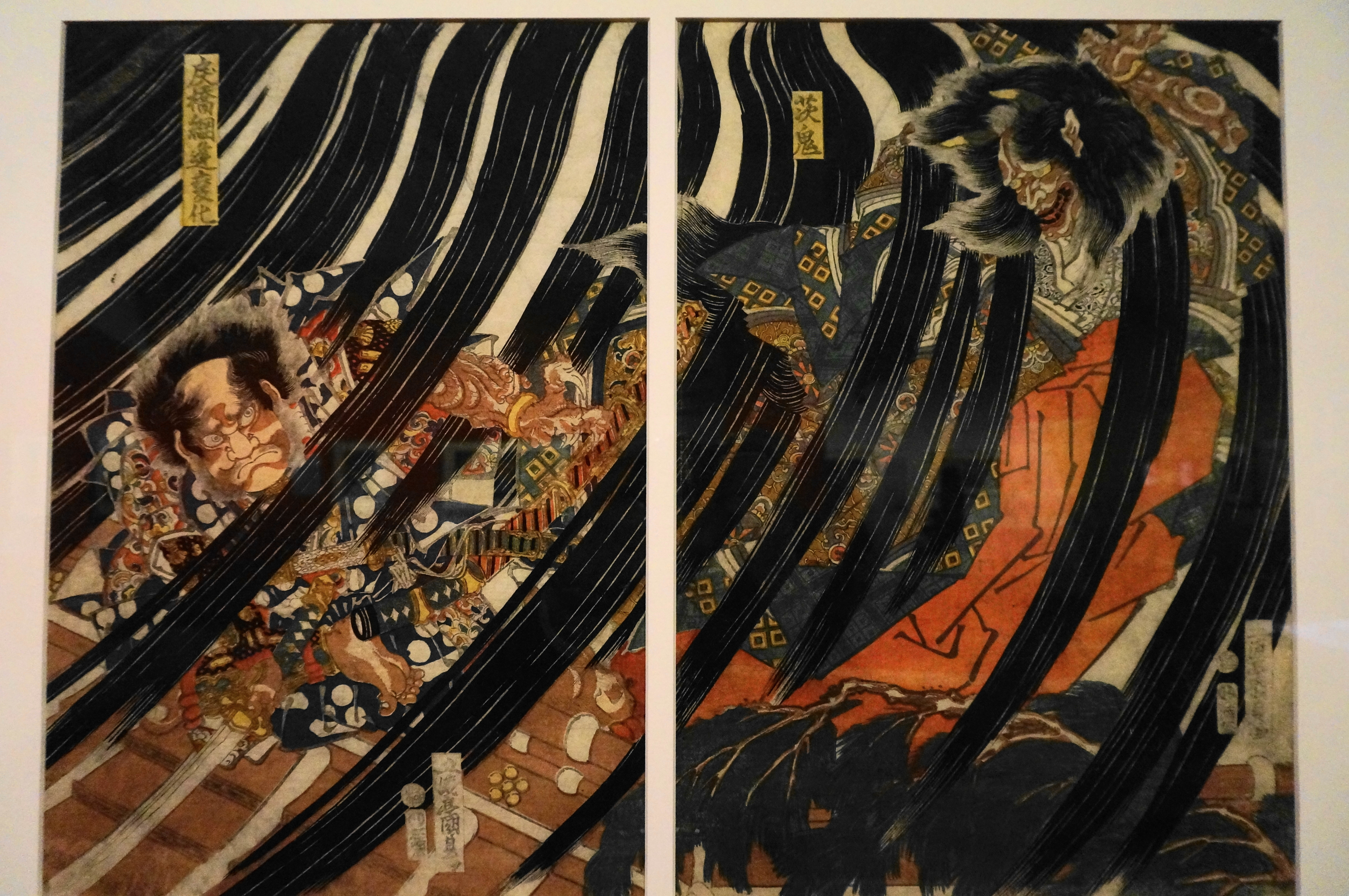
「茨鬼 戻橋綱逢変化」、歌川国貞作（1815年頃）、ボストン美術館蔵

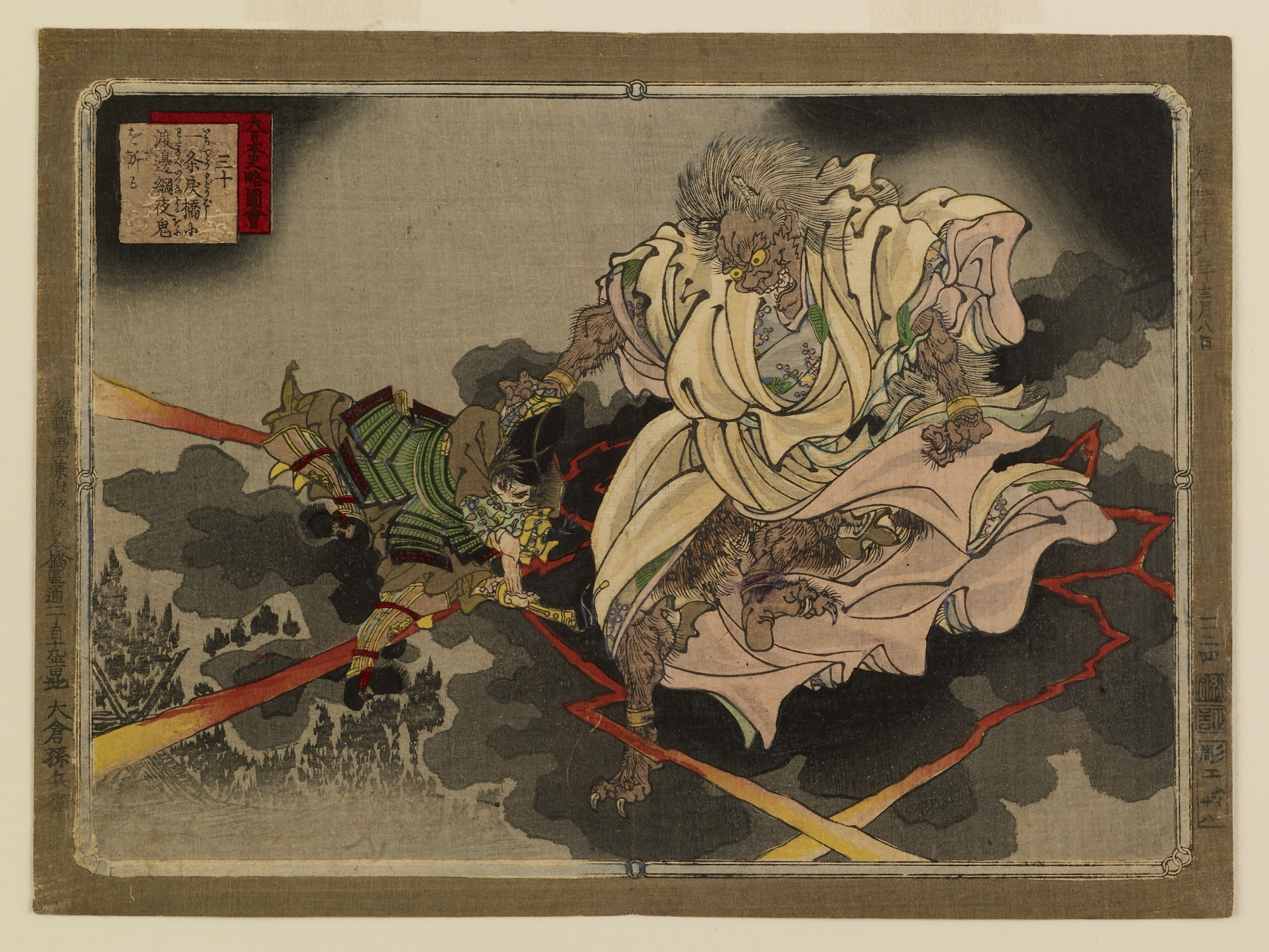
安達吟光『大日本史略図会』

生誕地が東京都港区三田の當光寺で、晩年もここで過ごしたという言い伝えもあり、當光寺の山号はこれに因み「綱生山」になったとされる。近隣には「綱坂」や、「綱の手引き坂」等の綱ゆかりの地名がある。
綱町三井倶楽部（東京都港区）周辺の三田2丁目には、渡辺綱が産湯を使ったという「綱の井戸」が倶楽部敷地内を含め数カ所存在。
大江山の酒呑童子退治は『御伽草子』などに載る。源頼光が家来の渡辺綱・坂田金時・碓井貞光・卜部季武を引き連れて大江山に出向き、八幡・住吉・熊野三神の加護を得ながら酒呑童子一味を見事討ち果たす。一行は、山に囚われていた姫と救い出し、酒呑童子の首を土産に都へ凱旋し、帝に首尾を報告してたくさんの褒美にありついた。
また、京都の一条戻橋の上で茨木童子の腕を源氏の名刀「髭切りの太刀」で切り落とした逸話でも有名。謡曲『羅生門』は一条戻橋の説話の舞台を羅城門に移しかえたものである。
ちなみに壬生狂言『羅生門』では、舞台天井に十文字に張り渡された綱の上に身を潜め、やって来た渡辺綱に襲いかかる。
また、茨木童子との戦いの逸話から、鬼は『渡辺』姓の人間を渡辺綱の子孫だと思い瞬く間に逃走してしまうとされており、ここから節分においては渡辺の苗字を名乗る人は豆まきの必要がないと言われている。

## 登場作品
映画
- 『羅生門』（1911年、横田商会） - 演:尾上松之助
- 『羅生門』（1941年、新興キネマ） - 演:羅門光三郎
- 『羅生門の妖鬼』（1956年、東映） - 演:東千代之介
- 『大江山酒天童子』（1960年、大映） - 演:勝新太郎
- 『妖怪大戦争 ガーディアンズ』（2021年、東宝、KADOKAWA） - 演:北村一輝

漫画
- 『陸奥圓明流外伝 修羅の刻』酒呑童子編・安倍晴明編（川原正敏）- 作中での設定は陸奥一族の出身で、源宛の養子。